# New Meadows
New Meadows – miasto w Stanach Zjednoczonych, w stanie Idaho, w hrabstwie Adams.